# Lovestrong
Lovestrong is het tweede album van de Amerikaanse singer/songwriter Christina Perri. Het album werd op 10 mei 2011 uitgebracht en telt 12 nummers, waaronder de hit "Jar of hearts", tevens het nummer waarmee Perri doorbrak. Er is van het album ook een Deluxe editie uitgebracht met vier extra nummers en twee muziekvideo's.

## Nummers
Het album bevat de volgende nummers:

| Nr. | Titel          | Schrijver(s)               | Duur |
| --- | -------------- | -------------------------- | ---- |
| 1.  | Bluebird       | Perri                      | 3:49 |
| 2.  | Arms           | Perri                      | 4:21 |
| 3.  | Bang bang bang | Perri, Lawrence, Yeretsian | 3:05 |
| 4.  | Distance       | Perri, Hodges              | 3:56 |
| 5.  | Jar of hearts  | Perri, Lawrence, Yeretsian | 4:06 |
| 6.  | Mine           | Perri                      | 3:33 |
| 7.  | Interlude      | Perri, Hodges              | 0:50 |
| 8.  | Penguin        | Perri, Anderson            | 4:36 |
| 9.  | Miles          | Perri, Hodges, Kurstin     | 4:04 |
| 10. | The lonely     | Perri, Hodges              | 3:53 |
| 11. | Sad song       | Perri                      | 4:29 |
| 12. | Tragedy        | Perri, Nick Perri          | 4:39 |

| Nr. | Titel        | Schrijver(s)    | Duur |
| --- | ------------ | --------------- | ---- |
| 13. | Distance     | Perri, Hodges   | 3:54 |
| 14. | Backwards    | Perri, Anderson | 5:20 |
| 15. | Black + blue | Perri           | 4:00 |
| 16. | My eyes      | Perri           | 4:16 |

## Uitgebrachte singles
1. "Jar of Hearts", uitgebracht op 27 juli 2010
2. "Arms", uitgebracht op 15 maart 2011
3. "Distance", uitgebracht op 20 maart 2012

## Medewerkers
- Joe Chiccarelli – producent
- John Anderson – componist, fluit, akoestische en elektrische gitaar, mandoloncello, piano, schuifgitaar, achtergrond vocals, Wurlitzer
- David Hodges – aanvullende productie, componist, percussie, piano, programmering, stemarrangementen, vocals, achtergrond vocals
- Barrett Yeretsian – componist, technicus, producent
- Christina Perri – componist, akoestische gitaar, piano, vocals, achtergrond vocals
- Greg Kurstin – componist
- Nick Perri – componist